# Dario Giuliani
Dario Giuliani est l'entraineur de l'équipe d'Argentine de rink hockey. Il conduit la sélection nationale au titre mondiale lors du mondial en France de 2015. 